# Norsk Jernbaneklubb
Norsk Jernbaneklubb (NJK) er en forening for norske jernbaneentusiaster. Foreningen blev stiftet 22. maj 1969 og har hjemsted i Oslo. Formanden er Ole K. Richenberg.
NJK driver blandt andet veteranbanerne Krøderbanen i Buskerud og Gamle Vossebanen i Hordaland. Desuden restaurerer man ældre jernbanematriel og kører med veterantog på det landsdækkende jernbanenet under navnet Norsk Museumstog. Derudover udgiver foreningen medlemsbladet På Sporet og en hjemmeside med tilhørende forum og en database om stationer og rullende materiel. Det meste af arbejdet i foreningen sker på frivilligt basis.